# Перловник высокий
Перло́вник высо́кий (лат. Melica altissima) — вид однодольных растений рода Перловник (Melica) семейства Злаки (Poaceae). Вид впервые описан в 1753 году шведским систематиком Карлом Линнеем.

## Распространение, описание

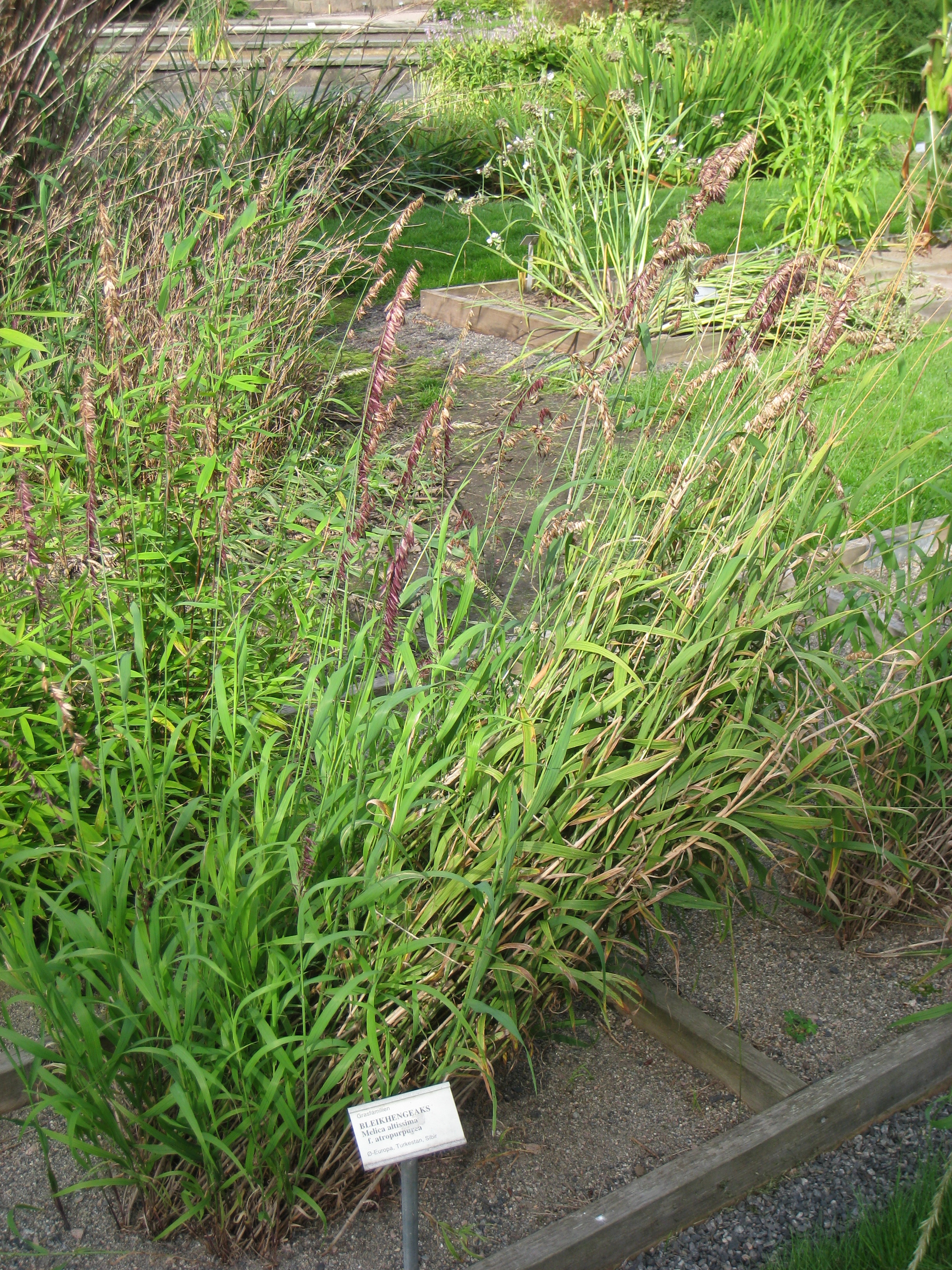
Группа цветущих растений в ботаническом саду Осло

Распространён от центральной и восточной Европы до Сибири (Россия) и Ирана.
Корневищный геофит. Многолетнее травянистое растение высотой до 1,5 м. Листья простые с гладким краем; пластинка ланцетной либо линейной формы. Соцветие — колос. Цветки размером до 1 см. Плод — зерновка жёлтого цвета.
Число хромосом — 2n=18.

## Экология
Растёт на полном солнце или в полутени, на почвах с кислой, щелочной или нейтральной реакцией. Время жизни — 2—5 лет.

## Замечания по охране
Внесён в Красные книги Калужской, Кемеровской, Московской областей, республик Бурятия, Татарстан, Удмуртия и Красноярского края.

## Синонимы
Синонимичные названия:
- Melica altissima var. atropurpurea Papp
- Melica altissima var. interrupta Pers.
- Melica sibirica Lam.